# توده‌کوه وینسون
توده‌کوه وینسون (به انگلیسی: Vinson Massif) یا کوه وینسون قله‌ای به ارتفاع ۴٬۸۹۲ متر واقع در رشته‌کوه سنتینل در کوهستان الس‌ورث در غرب جنوبگان و مشرف به یخسار رونه است. این کوه در عین حال بلندترین نقطهٔ قارهٔ جنوبگان را تشکیل می‌دهد و نامش به‌عنوان ششمین کوه بلند هفت قاره در فهرست هفت قله که مرتفع‌ترین قله‌های هر هفت قارهٔ جهان را شامل می‌شود به ثبت رسیده‌است.

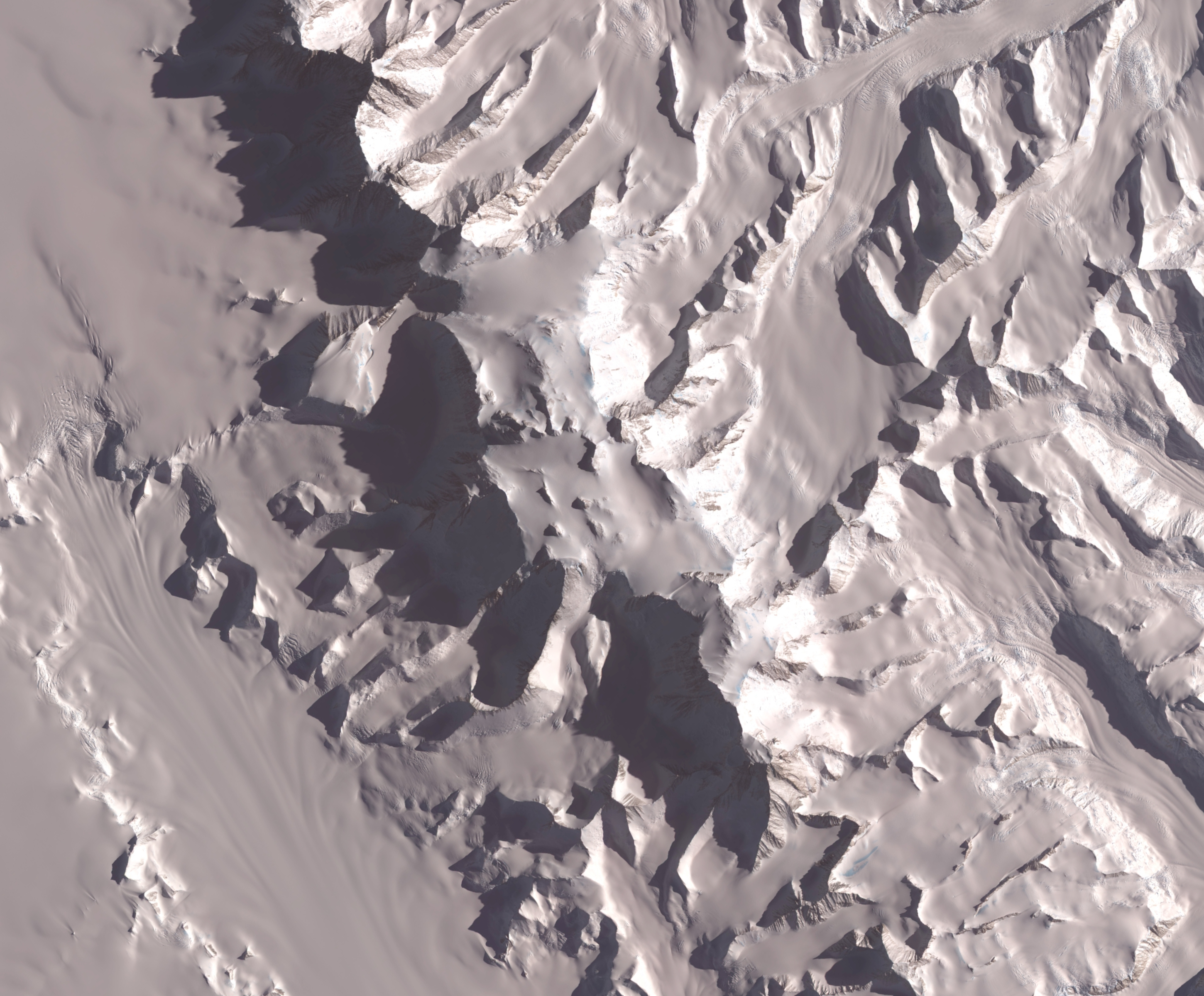

## مشخصات و تاریخچه
توده‌کوه وینسون در جنوب یال اصلی رشته‌کوه سنتینل قرار دارد و طولش به ۲۱ کیلومتر و پهنایش به ۱۳ کیلومتر می‌رسد. این کوه نخستین بار در ژانویهٔ ۱۹۵۸ و در طی پروازهای شناسایی یکی از هواپیماهای نیروی دریایی آمریکا کشف شد و کمیتهٔ مشورتی دربارهٔ نام‌های جنوبگان آن را به افتخار کارل جی. وینسون، عضو جمهوری‌خواه کنگرهٔ آمریکا از ایالت جورجیا که علاقه‌مندی و حمایت‌های او زمینه‌ساز فعالیت‌های اکتشافی ایالات متحده در قطب جنوب در سدهٔ بیستم در فاصلهٔ سال‌های ۱۹۳۵ تا ۱۹۶۱ شد، تودهٔ وینسون نامیدند.
این کوه نخستین بار در تاریخ ۱۸ دسامبر ۱۹۶۶ توسط گروهی آمریکایی به سرپرستی نیکلاس کلینچ فتح گردید.